# Castellfollit de la Roca
Castellfollit de la Roca és una vila i municipi de la comarca de la Garrotxa, a les comarques gironines. Forma part del Parc Natural de la Zona Volcànica de la Garrotxa. És un dels municipis més petits de Catalunya, amb menys d'un quilòmetre quadrat. El terme comprèn el nucli urbà, un alzinar de 35 ha. i unes 30 ha. de terres de secà.

## Geografia
- Llista de topònims de Castellfollit de la Roca (Orografia: muntanyes, serres, collades, indrets..; hidrografia: rius, fonts...; edificis: cases, masies, esglésies, etc).

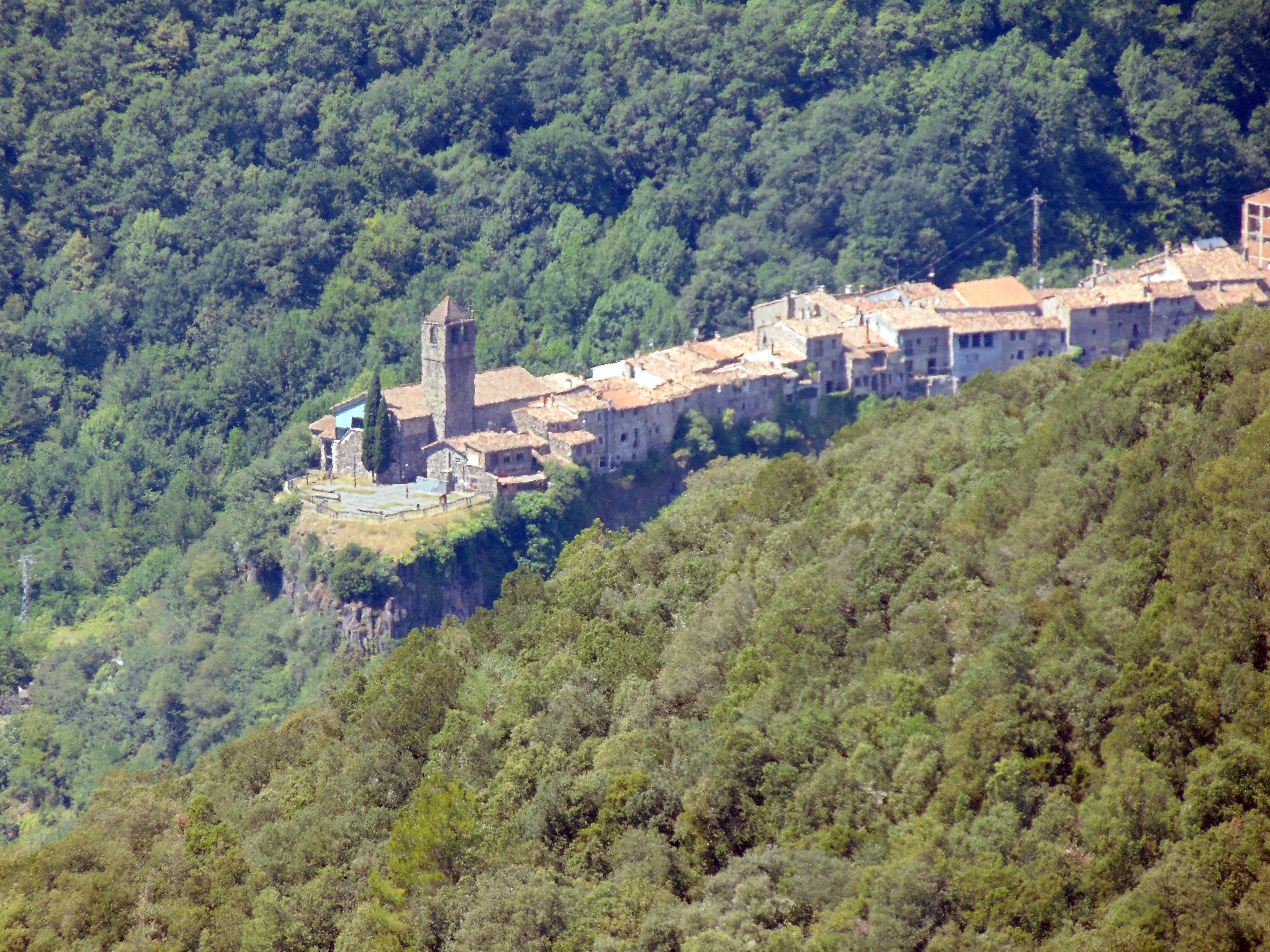
El cingle de Castellfollit des del Santuari del Cós (Montagut)

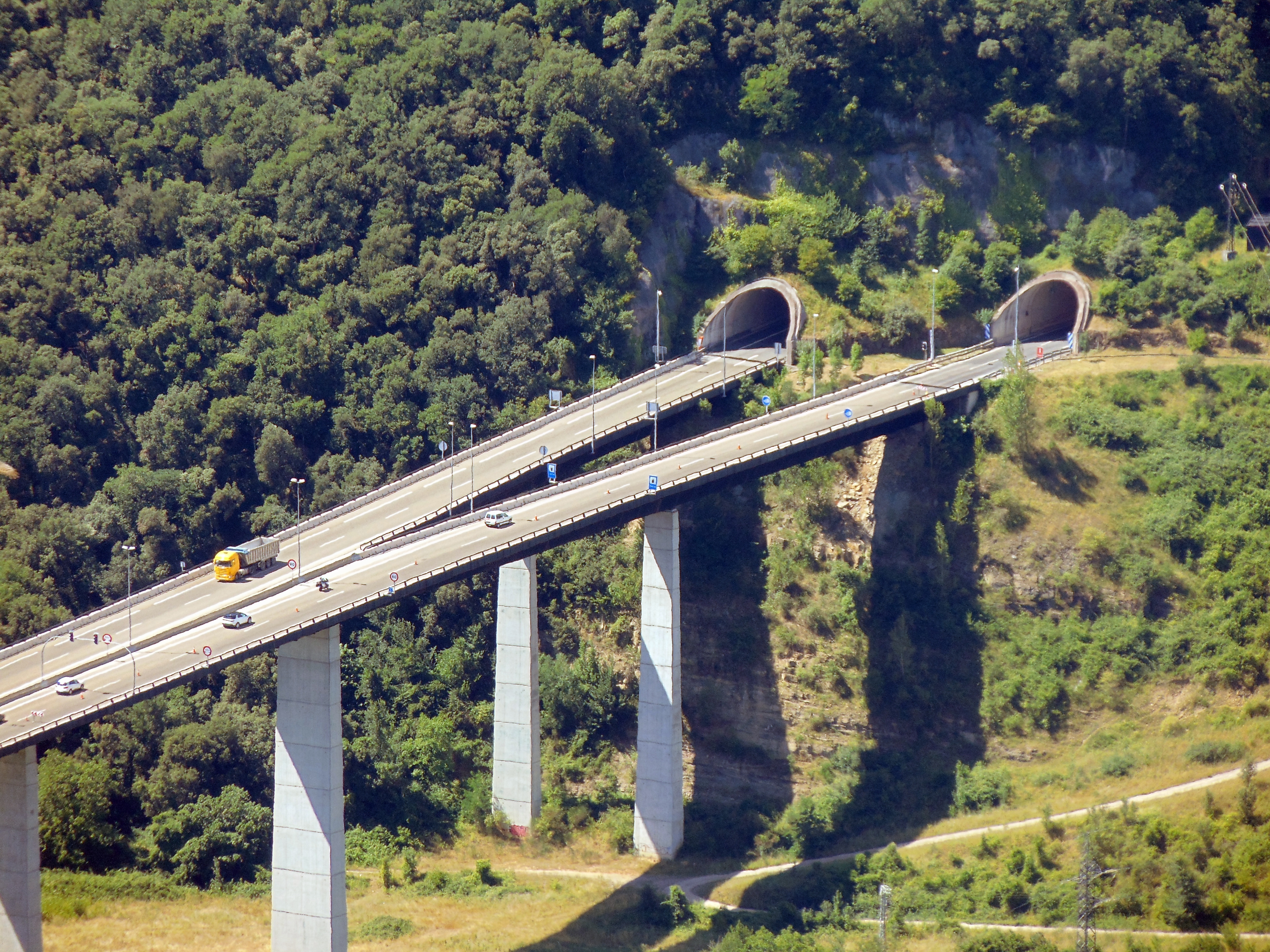
Túnels que porten cap a Castellfollit de la Roca

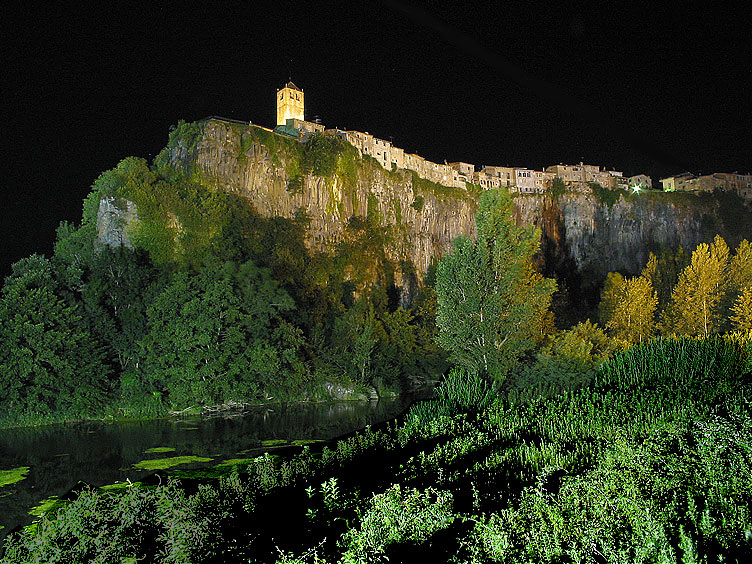
Vista nocturna

El poble està situat a 296 m d'altitud i s'assenta en una cinglera basàltica, la cinglera de Castellfollit. Té més de 50 m d'alçària i gairebé un quilòmetre de longitud. Aquesta cinglera basàltica és la conseqüència de l'acció erosiva dels rius Fluvià i Toronell sobre les restes volcàniques de fa milers d'anys.
La cinglera és la superposició de dues colades de lava: la primera, amb 217.000 anys d'antiguitat, prové de Batet de la Serra (Olot) i està formada per lloses. La segona té uns 192.000 anys d'antiguitat i prové dels volcans de Begudà (Sant Joan les Fonts).

## Origen del nom
Hi ha dues versions sobre l'origen del nom Castellfollit de la Roca:
- La primera diu que està relacionada amb l'existència d'un castell a la zona, i es justifica, ja que en l'any 1006 es troba el nom "Kastro Follit". En altres documents, apareixen els noms de "Castro-Follito" i "Castello-Follito". En referència a la paraula "follit", pot ser del fet que la construcció sigui laminada, és a dir, realitzada amb pissarra. Com que a la zona no es troba aquest tipus de roca, es creu que el nom és per la similitud amb el basalt.
- La segona diu que no ve de cap construcció militar, sinó de la silueta de la cinglera, per la seva similitud a una fortalesa. La paraula "follit", doncs, provindria del fet que la cinglera s'ha format com si fossin fulles allargades.

Recentment, s'han afegit les paraules "de la Roca" per diferenciar-lo dels altres dos pobles catalans amb el mateix nom: Castellfollit del Boix i Castellfollit de Riubregós. De tota manera, l'any 1110 ja està documentat com a rupem de Castrofollit.

## Demografia
Tota la població del municipi es troba al poble.
| 1497 f | 1515 f | 1553 f | 1717 | 1787 | 1857 | 1877 | 1887 | 1900 | 1910  |
| ------ | ------ | ------ | ---- | ---- | ---- | ---- | ---- | ---- | ----- |
| 53     | 35     | 30     | 84   | 186  | 570  | 631  | 933  | 983  | 1.202 |

| 1920  | 1930  | 1940 | 1950  | 1960  | 1970  | 1981  | 1990  | 1992  | 1994  |
| ----- | ----- | ---- | ----- | ----- | ----- | ----- | ----- | ----- | ----- |
| 1.154 | 1.111 | 997  | 1.215 | 1.150 | 1.155 | 1.120 | 1.033 | 1.025 | 1.025 |

| 1996  | 1998 | 2000 | 2002  | 2004 | 2006  | 2008  | 2010  | 2012 | 2014  |
| ----- | ---- | ---- | ----- | ---- | ----- | ----- | ----- | ---- | ----- |
| 1.006 | 981  | 963  | 1.001 | 979  | 1.014 | 1.043 | 1.048 | 999  | 1.013 |

| 2016 | 2018 | 2020 | 2022 | 2024 | 2026 | 2028 | 2030 | 2032 | 2034 |
| ---- | ---- | ---- | ---- | ---- | ---- | ---- | ---- | ---- | ---- |
| 970  | 956  | 947  | 926  | 957  | -    | -    | -    | -    | -    |

## Política

### Eleccions Municipals de 2015 a Castellfollit de la Roca
| Candidatura | Candidatura | Cap de llista          | Vots | Regidors | % vots |
| ----------- | ----------- | ---------------------- | ---- | -------- | ------ |
|             | ERC-AM      | Miquel Reverter i Tres | 385  | 7        | 72,92  |
|             | CiU         | Joan Prada i Pujolar   | 131  | 2        | 24,81  |
| Total       | Total       | 537                    | 537  | 9        |        |

#### Llista d'alcaldes del municipi de Castellfollit de la Roca
| Període     | Alcalde o alcaldessa        | Partit polític | Data de possessió | Observacions |
| ----------- | --------------------------- | -------------- | ----------------- | ------------ |
| 1979–1983   | Guillermo Alguero Alguero   | Logotip de CiU | 19/04/1979        | --           |
| 1983–1987   | Joaquim Canadell i Casanova | independent    | 23/05/1983        | --           |
| 1987–1991   | Joaquim Canadell i Casanova | independent    | 30/06/1987        | --           |
| 1991–1995   | Moisès Coromina i Soler     | independent    | 15/06/1991        | --           |
| 1995–1999   | Moisès Coromina i Soler     | Logotip de CiU | 17/06/1995        | --           |
| 1999–2003   | Moisès Coromina i Soler     | Logotip de CiU | 03/07/1999        | --           |
| 2003–2007   | Moisès Coromina i Soler     | Logotip de CiU | 14/06/2003        | --           |
| 2007–2011   | Moisès Coromina i Soler     | Logotip de CiU | 16/06/2007        | --           |
| 2011–2015   | Moisès Coromina i Soler     | Logotip de CiU | 11/06/2011        | --           |
| 2015–2019   | Miquel Reverter i Tres      | Logotip d'ERC  | 13/06/2015        | --           |
| 2019-2023   | Miquel Reverter i Tres      | Logotip d'ERC  |                   | --           |
| Des de 2023 | Miquel Reverter i Tres      | Logotip d'ERC  | 17/06/2023        | --           |

### Eleccions al Parlament de Catalunya del 2015
| Candidatura | Candidatura                                      | Cap de llista               | Vots | Regidors | % vots |
| ----------- | ------------------------------------------------ | --------------------------- | ---- | -------- | ------ |
|             | JxSí                                             | Josep Maria Forné i Febrer  | 117  | 10       | 65,73  |
|             | Candidatura d'Unitat Popular - Crida Constituent | Ramon Usall i Santa         | 23   | 1        | 12,92  |
|             | PSC                                              | Òscar Ordeig i Molist       | 13   | 1        | 7,30   |
|             | Ciutadans - Partit de la Ciutadania              | Jorge Soler                 | 3    | 1        | 3,93   |
|             | UDC                                              | Josep Maria Pelegrí i Aixut | 7    | 0        | 3,93   |
|             | PPC                                              | Marisa Xandri Pujol         | 6    | 1        | 3,37   |
|             | Catalunya Sí que es Pot                          | Sara Vilà                   | 1    | 0        | 0,56   |
|             | Altres                                           |                             | 1    |          | 0,56   |
|             | Vots en blanc                                    |                             | 3    |          | 1,68   |
|             | Vots nuls                                        |                             | 1    |          | 0,56   |
| Total       | Total                                            | 179                         | 179  |          | 78,51  |

## Història

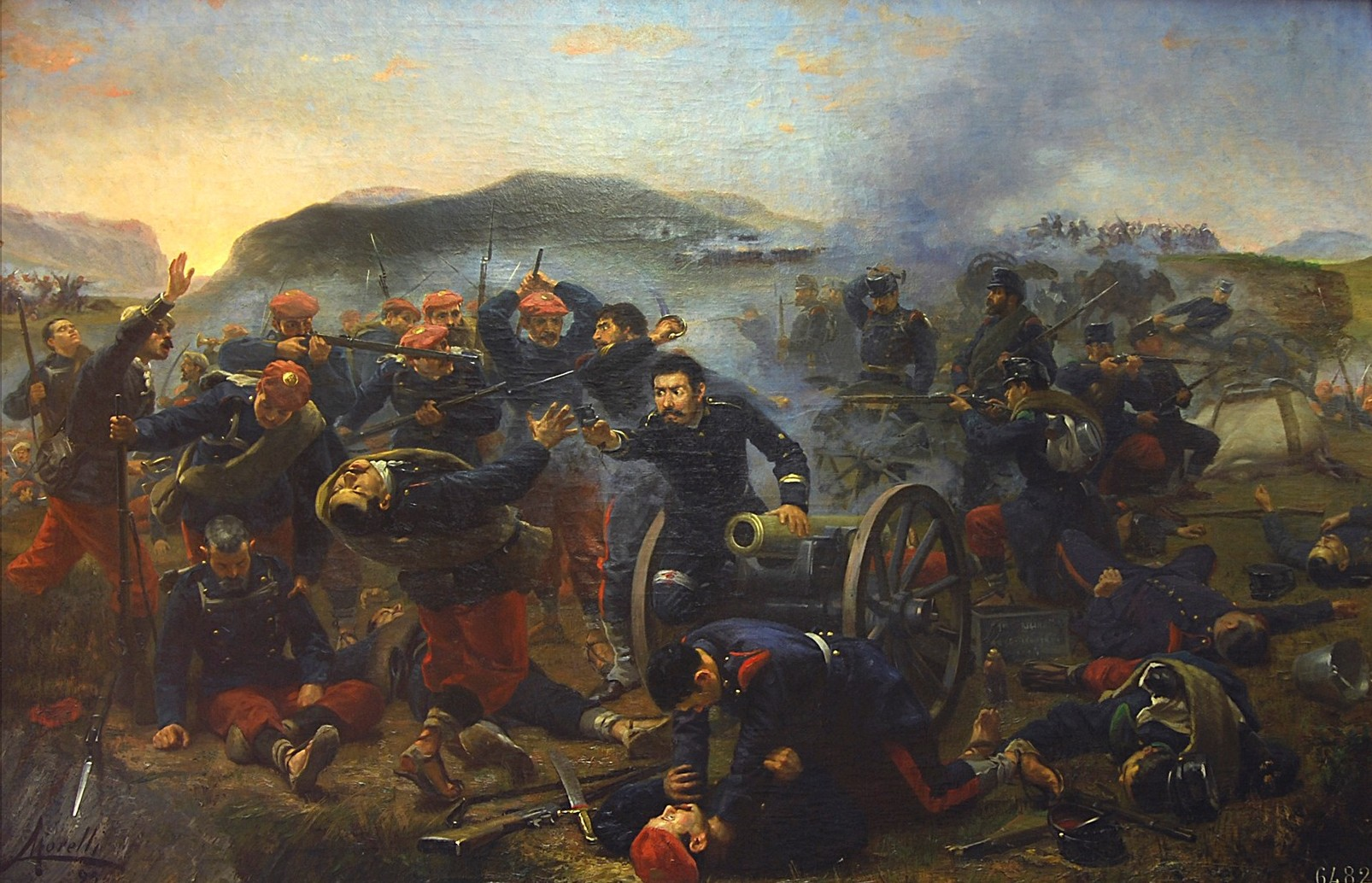
1874: Les forces carlines de Savalls van derrotar les republicanes de Nouvilas.

L'antiga vila, que estava envoltada de murs, va ser destruïda pels terratrèmols de 1427-1428.
L'any 1462, durant la Guerra Civil Catalana, va caure en mans dels remences de Francesc de Verntallat. El 1657, durant la Guerra dels Segadors, hi va tenir lloc una batalla en la qual els francesos van ser derrotats per les tropes castellanes comandades per Francisco de Orozco, el marquès de Mortara.
L'any 1691, els francesos van enderrocar el castell. El 1874, durant la Tercera Guerra Carlina, prop del poble, a la serra del Toix entre Castellfollit i Oix, va tenir lloc, la batalla del Toix, en el qual les forces carlines de Savalls van derrotar les republicanes de Nouvilas.

## Activitats econòmiques

### Agricultura i ramaderia
L'agricultura de Castellfollit es fonamenta pel cultiu de cereals i les activitats ramaderes de la cria d'aviram i de bestiar porcí.
A partir de l'època de desplegament de la industrialització (1950/1970), el municipi ubicava unes quantes empreses de caràcter familiar, que abastaven de feina als habitants de Castellfollit. Hi havia principalment, indústries tèxtils, càrnies i de pells.
Amb la desubicació de les indústries dels centres urbans cap a polígons industrials, i els canvis generacionals de les famílies industrials, a l'entrar el segle xxi, Castellfollit ha esdevingut un municipi residencial per als castellfollitencs, que s'han de traslladar a municipis propers per treballar.

### Indústria
La indústria és la principal activitat econòmica del municipi. D'aquesta indústria s'obtenen teixits, adoberies i embotits.

## Entitats

### Club Natació Castellfollit
El Club Natació Castellfollit, fundat el 1968, és un referent en la natació gironina. Amb entrenadors com Benet Llumà i Pere Vilà, el club ha proporcionat als joves no només esbarjo, sinó també un compromís esportiu sòlid, aconseguint èxits destacats. Tot i les dificultats per poder entrenar durant tot l'any tenint una piscina descoberta, han aconseguit mantenir un alt nivell competitiu tant en la lliga catalana com en la Copa Pirineu i en la Challenge David Moner. El club fomenta no només el desenvolupament físic dels nedadors, sinó també el psicològic, potenciant la superació personal i la convivència. Aquests èxits són fruit de l'esforç col·lectiu de nedadors, tècnics, directius, i famílies.

### Unió Esportiva Castellfollit
La Unió Esportiva Castellfollit és el club de futbol del poble, i les seves primeres referències daten del 1925, el que el converteixen en una de les entitats esportives més antigues de la Garrotxa. Els seus colors, groc i blau, l’han portat futbolistes destacats com Josep Espigulé, Arnal Llibert o Jordi Freixa. Al llarg dels anys, ha tingut equips federats de sènior, base i futbol femení, on el club podia transmetre els valors de respecte als companys i estima pel seu poble. La tasca no ha estat senzilla: el club encara juga en un terreny amb superfície de sorra, i és dels pocs de Catalunya que ho fa. Ara mateix, la Unió Esportiva Castellfollit disposa d’un equip que competeix a la Quarta Catalana de futbol.

## Activitats culturals
El poble de Castellfollit celebra el mercat els dissabtes.

### Gegants

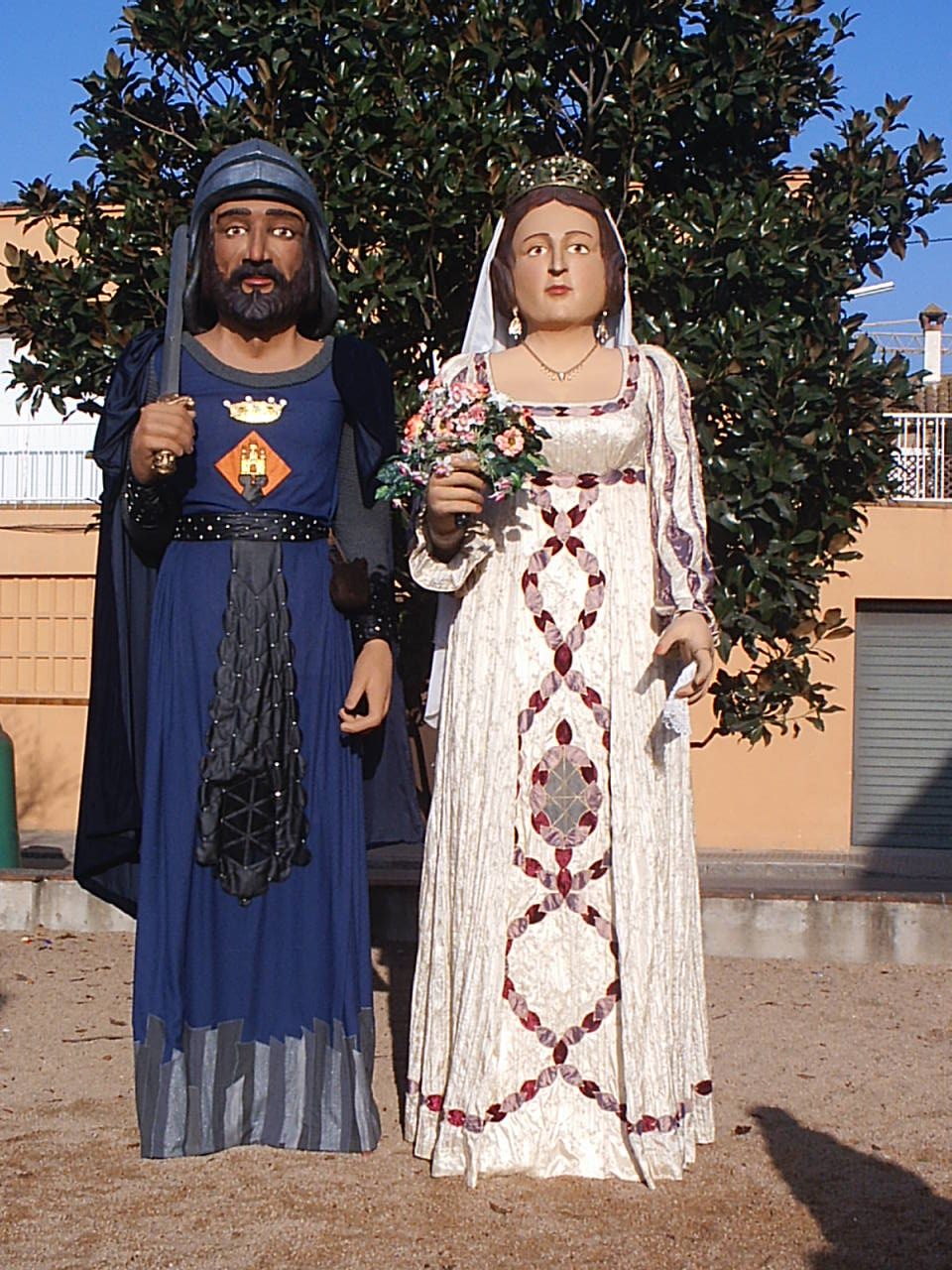

El poble té una parella de gegants que surten cada any per la Festa de la Germandat, la Festa Major i la Trobada Gegantera de Castellfollit de la Roca. A més, també participen en trobades geganteres arreu de Catalunya. Els primers Gegants que hi va haver a Castellfollit de la Roca foren construïts l'any 1906 per un jove escultor,fill del poble,quan només tenia disset anys, Antoni "Tonet" Collellmir i Ferrarons (1889-?). Aquests primers Gegants anaven vestits amb unes senzilles túniques i només sortien pels carrers de la població durant la Festa Major, tot i que segons l'historiador Josep Murlà només sortiren un any perquè es van malmetre per culpa dels portadors.

### Figures de Plom
Un cop l'any es realitza una exposició-concurs de figures de plom organitzada per l'associació estatal La Fàbrica Roja Arxivat 2019-12-28 a Wayback Machine.. És un espectacle digne de veure tantes petites obres d'art en format miniatura de metall tot i que alguns pintors d'efectes especials també aporten les seves obres en escales molt superiors a 120 mil·límetres

### Educació
Llar d'Infants (0-3 anys)
- Llar d'Infants Municipal Castellet

Llar d'Infants (3-6 anys)
- Escola Castellroc

Educació Primària
- Escola Castellroc